# Ahol a szív lakik (film, 2000)
Az Ahol a szív lakik (eredeti cím: Where the Heart Is) egész estés amerikai film, amelyet Matt Williams rendezett. A forgatókönyvet Lowell Ganz írta, a zenéjét Mason Daring szerezte, a producere Patricia Whitcher, a főszerepekben Natalie Portman, Ashley Judd, Stockard Channing, Joan Cusack és Sally Field látható. A Wind Dancer Films készítette, a 20th Century Fox forgalmazta.
Amerikában 2000 április 28-án mutatták be a mozikban.

## Cselekmény
A 17 éves, terhes Tennessee-ben lakó Novalee Nationnek nincs családja, nincs iskolai végzettsége, és nincs munkája. A barátja és gyermeke apja, Willy Jack Pickens, aki zenésznek készül, elhajt, amikor a lány kimegy a mosdóba egy oklahomai Wal-Martban.
A teljesen magára hagyott tinédzser, akinek mindössze öt dollár van a zsebében, a következő hetekben minden este bezárkózik a Wal-Martba, hogy tető legyen a feje felett. A lehető legkényelmesebbé teszi ott tartózkodását, amíg be nem indul a szülés.
Novalee a Wal-Martban szül egy kislányt, akit Americusnak nevez el, és megismerkedik Lexie Coop nővérrel, akivel összebarátkozik. A szokatlan születési hely miatt anya és lánya egy csapásra híressé válik. A Wal-Marttól Novalee 500 dollárt kap, és munkát ajánlanak neki. Novalee úgy dönt, hogy a városban marad, mert egy barátnője, Thelma Husband felajánlja, hogy vele maradhat, és lakhat nála.
Eközben Novalee volt barátjának, Willy Jacknek sikerül felemelkednie a lemezsztárságig; azonban nem tudja kezelni a sikert, alkohol- és drogfüggővé válik, és végül egy balesetben elveszíti a lábát.
Forney szerelmet vall Novalee-nek, és megkérdezi, hogy ő is szereti-e őt, de a lány tagadja. Amikor Forney a nővére halála után visszamegy a főiskolára, Novalee három hónapig nem hall felőle. Elmegy hozzá, és bevallja neki, hogy szereti őt, és annak idején azért hazudott, mert attól félt, hogy nem elég jó neki. Azt mondja, nincs nála jobb, és végül a Wal-Martban  összeházasodnak.

## Szereplők
| Színész              | Szerep                 | Magyar hang       |
| -------------------- | ---------------------- | ----------------- |
| Natalie Portman      | Novalee Nation         | Zsigmond Tamara   |
| Ashley Judd          | Lexie Coop             | Zakariás Éva      |
| Stockard Channing    | Thelma „Nővér” Husband | Farkasinszky Edit |
| Joan Cusack          | Ruth Meyers            |                   |
| James Frain          | Forney Hull            | Dányi Krisztián   |
| Dylan Bruno          | Willy Jack Pickens     |                   |
| Keith David          | Moses Whitecotton      |                   |
| Sally Field          | Lil mama               | Kocsis Judit      |
| Angee Hughes         | vallásos asszony       |                   |
| Margaret Hoard       | Mary Elizabeth Hull    |                   |
| Mackenzie Fitzgerald | Americus Nation        |                   |
| David Alvarado       | Tommy Reynolds         |                   |
| Richard Nance        | Johnny DeSotto         |                   |
| Bob Coonrod          | Ernie                  |                   |

## Fordítás
- Ez a szócikk részben vagy egészben  a   Wo dein Herz schlägt című német Wikipédia-szócikk fordításán alapul.  Az eredeti cikk szerkesztőit annak laptörténete sorolja fel. Ez a jelzés csupán a megfogalmazás eredetét és a szerzői jogokat jelzi, nem szolgál a cikkben szereplő információk forrásmegjelöléseként.